# Gerry Hungbauer

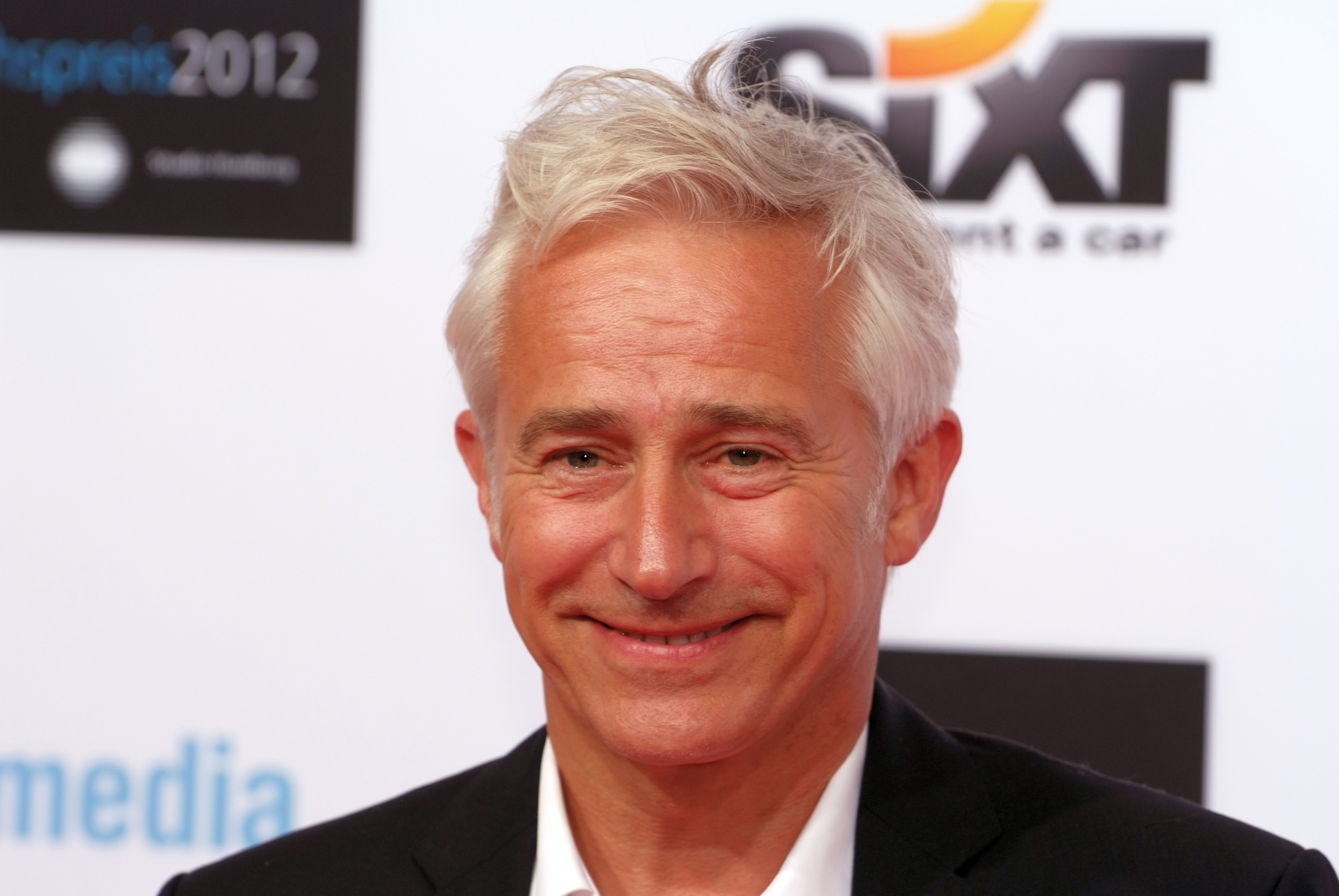
Gerry Hungbauer bei der Verleihung des Studio Hamburg Nachwuchspreises 2012

Gerry Hungbauer (* 27. Januar 1961 in München) ist ein deutscher Theater- und Fernsehschauspieler.

## Leben
Gerry Hungbauer wuchs in München auf. Nach seinem Abitur absolvierte er von 1983 bis 1986 ein Schauspielstudium in München. Danach spielte er über zwei Jahrzehnte lang in zahlreichen Theaterstücken und in Musicals an verschiedenen Theaterhäusern mit, wie beispielsweise am Pfalztheater, am Württembergischen Staatstheater Stuttgart, an den Hamburger Kammerspielen, an der Komödie Düsseldorf oder am Theater Lüneburg.
Seit Mitte der 1980er-Jahre wirkte Hungbauer in mehreren Film-und-Fernsehproduktionen mit, dabei vorwiegend in Nebenrollen. Er wurde vor allem durch die Rolle des Martin Freiherr von Beyenbach in der Daily Soap Verbotene Liebe bekannt, die er von Oktober 2001 (Folge 1605) bis zum Oktober 2003 (Folge 2074) spielte. Von November 2006 (Folge 1) bis November 2021 (Folge 3450) war Hungbauer in der Telenovela Rote Rosen zu sehen, in der er die Rolle des Thomas Jansen spielte. Von 2007 bis 2008 sowie von 2018 bis 2019 legte er dabei kleinere Pausen ein.
Hungbauer ist seit 2002 mit einer Ärztin verheiratet, mit der er zwei Söhne hat. Er lebt mit seiner Familie in Hamburg. Neben seiner Muttersprache Deutsch spricht er auch Englisch und Französisch.

## Filmografie
- 1986–2023: Aktenzeichen XY ... ungelöst (Fernsehreihe, 2 Folgen, verschiedene Rollen)
- 1990: Löwengrube (Fernsehserie, 1 Folge)
- 1992: Forsthaus Falkenau (Fernsehserie, 1 Folge)
- 1996: Derrick (Fernsehserie, 2 Folgen)
- 1998: Grießmayer
- 2000: Die Fallers – Eine Schwarzwaldfamilie (Fernsehserie, 1 Folge)
- 2001: Tatort: Gute Freunde (TV-Reihe)
- 2001: Unser Papa
- 2001–2003: Verbotene Liebe (Fernsehserie)
- 2003–2006: Die Rosenheim-Cops (Fernsehserie, 2 Folgen, verschiedene Rollen)
- 2004–2006: Alarm für Cobra 11 – Die Autobahnpolizei (Fernsehserie, 2 Folgen, verschiedene Rollen)
- 2005: Mit Herz und Handschellen (Fernsehserie, 1 Folge)
- 2005: Lindenstraße (Fernsehserie, 3 Folgen)
- 2006: Lotta in Love (Fernsehserie, 16 Folgen)
- 2006–2021: Rote Rosen (Fernsehserie)
- 2008: Tage wie Jahre
- 2008: SOKO Kitzbühel (Fernsehserie, 1 Folge)
- 2008: Zur Sache, Lena!
- 2012: SOKO München (Fernsehserie, 1 Folge)
- 2016: Die Pfefferkörner (Fernsehserie, 1 Folge)
- 2019: SOKO Wismar (Fernsehserie, 1 Folge)
- 2021: SOKO Hamburg (Fernsehserie, 1 Folge)
- 2022: Zeichen des Schicksals